# Oued Malha
Oued Malha (franska: Oued Malha (CR), Oued Malha (Commune Rurale), arabiska: تانقوب) är en kommun i Marocko.   Den ligger i provinsen Chefchaouen och regionen Tanger-Tétouan-Al Hoceïma, i den nordöstra delen av landet, 190 km nordost om huvudstaden Rabat. Antalet invånare är 12 088.